# Сельское поселение «Деревня Теплово»
Се́льское поселе́ние «Деревня Теплово» — муниципальное образование в Спас-Деменском районе Калужской области Российской Федерации.
Административный центр — деревня Теплово.

## История
Статус и границы сельского поселения установлены Законом Калужской области от 4 октября 2004 года № 354-ОЗ «Об установлении границ муниципальных образований, расположенных на территории административно-территориальных единиц "Барятинский район", "Куйбышевский район", "Людиновский район", "Мещовский район", "Спас-Деменский район", "Ульяновский район" и наделении их статусом городского поселения, сельского поселения, муниципального района».

## Население
| 2007 | 2010 | 2012 | 2013 | 2014 | 2015 | 2016 |
| ---- | ---- | ---- | ---- | ---- | ---- | ---- |
| 381  | ↘363 | ↗366 | ↗370 | ↘365 | ↘356 | ↘353 |
| 2017 | 2018 | 2019 | 2020 | 2021 |      |      |
| ↘345 | ↗356 | ↗361 | ↘353 | ↘269 |      |      |

## Состав сельского поселения
| №  | Населённый пункт | Тип населённого пункта          | Население |
| -- | ---------------- | ------------------------------- | --------- |
| 1  | Активист         | деревня                         | ↘2        |
| 2  | Блевково         | деревня                         | →0        |
| 3  | Большие Внегощи  | деревня                         | ↘15       |
| 4  | Грозынь          | деревня                         | ↗8        |
| 5  | Малые Внегощи    | деревня                         | ↗11       |
| 6  | Морозово         | деревня                         | →54       |
| 7  | Наумово          | деревня                         | ↘16       |
| 8  | Парфеново        | деревня                         | ↘13       |
| 9  | Прудищи          | деревня                         | ↗9        |
| 10 | Сежиково         | деревня                         | ↘2        |
| 11 | Семенково        | деревня                         | ↘2        |
| 12 | Старинки         | деревня                         | ↘4        |
| 13 | Супесок          | деревня                         | ↗134      |
| 14 | Теплово          | деревня, административный центр | ↗93       |
| 15 | Чебуши           | деревня                         | →0        |
| 16 | Шелохи           | деревня                         | ↘0        |